# Siège de Sacheon (1598)
Pour les articles homonymes, voir Bataille de Sacheon.
 (novembre 2015).
Si vous disposez d'ouvrages ou d'articles de référence ou si vous connaissez des sites web de qualité traitant du thème abordé ici, merci de compléter l'article en donnant les références utiles à sa vérifiabilité et en les liant à la section « Notes et références ».
Guerre Imjin
Le siège de Sacheon (泗川) de 1598 est un siège des fortifications japonaise de Sacheon par les forces chinoises et coréennes les 28 et 29 septembre 1598, au cours des invasions de la Corée par Toyotomi Hideyoshi. Les Japonais sont en mesure de résister au siège et, en raison d'une explosion fortuite d'un magasin de poudre de l'unité d'artillerie chinoise, attaquent et repoussent l'armée chinoise et coréenne. Il existe des versions contradictoires relativement au nombre d'hommes engagés et au nombre de tués, mais tous les témoignages concordent selon lesquels la garnison japonaise est en forte infériorité numérique et sort vainqueur.

## Contexte
Sacheon est un port naturel situé sur la côte sud de la Corée, dans ce qui est alors appelé province de Jeolla. Shimazu Yoshihiro et son fils Tadatsune arrivent à Sacheon en 1597 après avoir aidé à la capture par les Japonais de la forteresse de Namwon. Ils construisent là un nouveau château de style japonais directement sur l'ancien fort Silla et peu de temps après un autre et plus grand château à droite du port, à environ six kilomètres au sud. En 1598, ce nouveau château comporte un mur intérieure autour du donjon, entouré d'un fossé naturel qui se remplit d'eau de mer à marée haute uniquement, pour permettre aux navires d'entrer dans la douve. Le mur extérieur englobe une zone beaucoup plus grande avec des tours de tir supplémentaires et plusieurs portes fortifiées.
Comme c'est le cas pour de nombreuses batailles durant la guerre Imjin, les trois versions (chinoise, coréenne et japonaise) varient énormément relativement au facteur décisif sur l'issue de la bataille, et, sujet le plus important, en ce qui concerne les hommes déployés et perdus. Certaines sources japonaises prétendent que l'armée Ming compte jusqu'à 200 000 soldats, ce qui est presque le triple du nombre de l'ensemble des hommes que les sources Ming rapportent être déployés dans toute la campagne coréenne. Les sources Ming indiquent une force combinée de 30 000 hommes au siège, mais la source japonaise la plus souvent citée rapporte que 37 000 têtes ont été prises. Les sources coréennes indiquent que les alliés ont perdu environ 7 à 8 000 hommes.

## Siège
Les Coréens et leurs alliés chinois Ming commencent à pousser vers le sud en 1598 et récupèrent des territoires perdus aux Japonais lors des batailles des années précédentes. En septembre, une armée de 34 000 guerriers chinois sous le commandement de Dong Yiyuan (董一元), avec 2 000 guerriers coréens, est prête à faire le siège du nouveau et plus grand château de Sacheon. Murakami Tadazane, commandant de la garnison, amène ses 300 hommes dans le plus grand château où il rejoint les 8 000 hommes de Shimazu Yoshihiro avant que la force chino-coréenne ne lance son assaut le 1er octobre.
Les forces alliées commencent leur assaut à minuit le 28 septembre. Le vieux château tombe rapidement à environ 3 heures le lendemain et les Japonais divisent leurs forces en trois, se retirent et sortent des trois portes du nouveau château. Un grand incendie apparaît soudainement à l'arrière des assiégeants et sème le chaos. Les Japonais se ruent en avant et les défont. Selon la chronique du clan Shimazu, 37 000 têtes sont prises et de nombreux cadavres sont encore laissés sur le champ de bataille. Une fosse est creusée, de vingt ken (environ 36 mètres), afin d'enterrer les corps.
Les sources chinoises contemporaines telles que la biographie de Dong Yiyuan dans l’Histoire officielle des Ming (忽營中砲裂，煙焰漲天。賊乘勢衝擊，固城援賊亦至) et Les deux voyages à Pyongyang par Zhuge Yuansheng (諸葛元聲《兩朝平壤錄) indiquent que la cause de la défaite est une grave explosion d'artillerie qui déclenche une massive chaîne d'explosions de toute la réserve de poudre à canon de l'armée Ming, ce qui entraîne la déroute complète de l'armée et les Japonais profitent de ce moment pour sortir et attaquer. La division d'artillerie, quelque 3 000 hommes de la province du Zhejiang, subit les plus lourdes pertes puisque seulement environ 50 hommes sont retrouvés après que la poussière est retombée.

## Source de la traduction
- (en) Cet article est partiellement ou en totalité issu de l’article de Wikipédia en anglais intitulé « Battle of Sacheon (1598) » (voir la liste des auteurs).